# Andrew Garbarino
Andrew Reed Garbarino (ur. 27 września 1984 w Sayville) – amerykański polityk, członek Partii Republikańskiej.

## Działalność polityczna
Od 2013 zasiadał w New York State Assembly. Następnie od 3 stycznia 2021 jest przedstawicielem 2. okręgu wyborczego w stanie Nowy Jork w Izbie Reprezentantów Stanów Zjednoczonych.